# Episodi di Talent High School - Il sogno di Sofia (seconda stagione)
La seconda stagione di Talent High School - Il sogno di Sofia viene trasmessa su Super! dal 2 settembre 2013.
| N° | Titolo                            | Data di trasmissione |
| -- | --------------------------------- | -------------------- |
| 1  | Un nuovo anno                     | 2 settembre 2013     |
| 2  | Il maestro d'amore                | 3 settembre 2013     |
| 3  | Lo sport rivelatore               | 4 settembre 2013     |
| 4  | Un fitto mistero                  | 5 settembre 2013     |
| 5  | Ereditarietà                      | 6 settembre 2013     |
| 6  | Un Halloween da paura             | 9 settembre 2013     |
| 7  | Un legame soffocante              | 10 settembre 2013    |
| 8  | Uno strano caso                   | 11 settembre 2013    |
| 9  | Un graffito facile facile         | 12 settembre 2013    |
| 10 | Nomophobia                        | 13 settembre 2013    |
| 11 | Un Natale in coro                 | 16 settembre 2013    |
| 12 | Meglio soli...                    | 17 settembre 2013    |
| 13 | Prof in sciopero                  | 18 settembre 2013    |
| 14 | Il fantasma dell'Accademia        | 19 settembre 2013    |
| 15 | Un'emergenza ecologica            | 20 settembre 2013    |
| 16 | Le 10 regole                      | 23 settembre 2013    |
| 17 | L'insegnante americana            | 24 settembre 2013    |
| 18 | Reality                           | 25 settembre 2013    |
| 19 | Uno scoop da prima pagina         | 26 settembre 2013    |
| 20 | Il segreto in cucina              | 27 settembre 2013    |
| 21 | A lezione di bon ton              | 30 settembre 2013    |
| 22 | Cioccolato Amaro                  | 1º ottobre 2013      |
| 23 | Blackout                          | 2 ottobre 2013       |
| 24 | L'International Dance Competition | 3 ottobre 2013       |